# Last Night (песня)
«Last Night» (с англ. — «Последняя ночь») — песня американского кантри-певца Моргана Уоллена. Она была выпущена в качестве третьего сингла с третьего студийного альбома Уоллена One Thing at a Time 6 февраля 2023. Песня была написана Уолленом вместе с Эшли Горли, Джоном Байроном, Джейкобом Кашером Хиндлином и Райаном Войцеаком. Сингл достиг первого места в американском кантри-чарте Hot Country Songs, а также 1-го места в основном мультижанровом американском хит-параде Billboard Hot 100.
Песня была номинирована в категории Лучшая кантри-песня на 66-й церемонии «Грэмми».

## История
Ночью спорил в нас алкоголь.

Не помню всё, что сказано, но мы высказали боль.

Сказала ты, что лучше б никогда не было встречи, но

Мне, детка, что-то говорит, что не всё закончено.
I can't remember everything we said but we said it all

You told me that you wish I was somebody you never met

Песня рассказывает о паре, у которой «последняя ночь» вместе. Фил Арнольд из Music Talkers высоко оценил использование в песне акустической гитары и «поток» текста.
Микаель Вуд из Los Angeles Times назвал песню одним из наиболее ярких треков альбома и песней о потерянной любви («I kiss your lips / Make you grip the sheets with your fingertips»).
Песня «Last Night» — это песня о трудностях в отношениях. Морган Уоллен рассказывает о трудном разговоре со своей подругой, произошедшем накануне вечером под воздействием алкоголя. Несмотря на продолжающиеся проблемы, он по-прежнему желает её любви и стремится сохранить их союз. История двух людей, которые, несмотря на конфликты, не могут оторваться друг от друга.
Герой уверен в том, что прошлая ночь точно не была их последней ночью вместе, даже несмотря на то, что она оставила его смотреть на задние фары своего автомобиля, когда уезжала в порыве гнева.

## Награды и номинации
| Год  | Награда                  | Категория                             | Результат | Ссылка |
| ---- | ------------------------ | ------------------------------------- | --------- | ------ |
| 2024 | iHeartRadio Music Awards | Country Song of the Year              | Номинация | [ 8 ]  |
| 2024 | iHeartRadio Music Awards | Best Lyrics (Socially Voted Category) | Номинация | [ 8 ]  |
| 2024 | iHeartRadio Music Awards | Song of the Year                      | Номинация | [ 8 ]  |

## Коммерческий успех
Песня «Last Night» дебютировал на седьмом месте и через неделю занял первое место в Billboard Hot Country Songs в чарте за 18 февраля 2023 года. Это 7-й сингл Уоллена на вершине этого чарта после «Whiskey Glasses» (2 недели на № 1 в мае 2019 года), «7 Summers» (1, август 2020), «Wasted on You» (11 = 1 неделя в январе 2021, +10 недель № 1 в июне—августе 2022), «Don’t Think Jesus» (1, апрель 2022), «Thought You Should Know» (1, май 2022) и «You Proof» (19, май, сентябрь-декабрь 2022). Трек «Last Night» также поднялся до 3-го места в Billboard Hot 100, став самой высокорейтинговой песней Уоллена в этом чарте, превзойдя ранее лучшее достижение «You Proof» на 5 месте. Второй раз в истории все три первых места занимали синглы одного артиста, Моргана Уолена: «Last Night» (№ 1), «Thought You Should Know» (№ 2) и «You Proof» (№ 3). А первый раз это сделал он же и это было 17 декабря 2022 года: «You Proof» (№ 1), «One Thing At A Time» (№ 2) и «Wasted On You» (№ 3).
13 мая песня спустя 11 недель возглавила кантри радиочарт Country Airplay (9-й чарттоппер Уоллена).
18 марта 2023 года сингл «Last Night» поднялся с пятого на первое место Billboard Hot 100, став здесь первым чарттоппером Уоллена и первым синглом номер один от любого за 23 сезона участника конкурса The Voice (Голос, NBC) (Уоллен участвовал в 2014 году и вылетел из него в плей-офф). Одновременно трек пятую неделю возглавляет кантри-чарт Hot Country Songs, став 20-м кантри-треком в истории, что лидировали в двух этих хит-парадах. Он первый с 27 ноября 2022 года после «All Too Well (Taylor’s Version)» Тейлор Свифт, — и первый за 42 года от сольного певца-мужчины после «I Love a Rainy Night» кантри-музыканта Эдди Рэббитта, лидировавшего в Hot Country Songs одну неделю в январе 1981 года и две недели № 1 в Hot 100 в феврале-марте.
Одновременно пять песен Уоллена в эту неделю были в Топ-10: «Last Night» (№ 1), «Thought You Should Know» (13→7); «You Proof» (21→8, после высшей позиции на № 5 в октябре); «Thinkin’ Bout Me» (дебют на № 9); и титульная песня альбома «One Thing at a Time» (51→10).
22 апреля сингл лидировал в Hot 100 третью неделю (и 10-ю в кантри-чарте), что стало лучшим достижением для кантри-песни за последние 10 лет, впервые после хита «We Are Never Ever Getting Back Together» Тейлор Свифт, который в 2012—2013 годах был № 1 в Hot Country Songs и одновременно в Hot 100, соответственно 10 и 3 недели.
6 мая 2023 года сингл в третий раз вернулся на первое место Hot 100, став первой песней одновременно возглавляющей Hot Country Songs (12 недель на № 1 подряд) и Hot 100 (суммарно 4 недели на № 1 не подряд), а также находящейся в Топ-10 всех трёх компонентных чартов, Streaming Songs (7 недель на № 1), Radio Songs (поднялся на № 7) и Digital Song Sales (где был одну неделю на первом месте).
13 мая сингл впервые возглавил радио-чарт Country Airplay, став первым кантри-треком в истории, который одновременно лидирует и в Country Airplay (чарт введён в 1990) и в Hot 100 (с 1958). Это всего лишь вторая песня, которая возглавляла Hot 100 и Country Airplay в целом (но не одновременно), после того, как песня группы Lonestar «Amazed» возглавляла Hot 100 в течение двух недель в марте 2000 года, отчасти благодаря поп- и кроссоверным эфирам. В июле-сентябре 1999 года эта баллада лидировала в Country Airplay в течение рекордных на тот момент восьми недель.
8 июля «Last Night» продолжил лидировать в чартах Hot 100, Hot Country Songs и Streaming Songs свои 13-ю, 21-ю и 15-ю недели, соответственно (и ранее был 8 недель № 1 в Country Airplay).
Песня «Last Night» взята из альбома Уоллена One Thing at a Time, который 1 июля уже 14-ю неделю занимает первое место в Billboard 200. Альбом и песня, соответственно, возглавляли Billboard 200 и Hot 100 одновременно в течение 10 из этих недель, что делает альбом четвёртым в истории альбомом, который возглавлял Billboard 200 не менее 10 недель, в то время как одна или несколько его песен возглавляли Hot 100. Это первый LP, которому удалось достичь такого результата за более чем 30 лет. 22 июля "Last Night"в 4-й раз вернулся на первое место в чарте Hot 100 (суммарно 14-я неделя лидерства) и продолжил возглавлять Hot Country Songs 23-ю неделю (и был 16 недель № 1 в Streaming Songs).
В итоговом чарте Billboard Year-End за 2023 года песня «Last Night» возглавил рейтинг Hot 100 Songs по итогам всего года. Эта композиция также возглавляла чарт Hot Country Songs в течение 25 недель. Это всего лишь третий номер один в Hot 100 Songs по итогам года, который возглавил еженедельный список Hot Country Songs, после песни Фэйт Хилл «Breathe» в 2000 году и песни Джонни Хортона «The Battle of New Orleans» в 1959 году, единственного подобного хита исполнителя-мужчины. Это первый случай, когда один и тот же исполнитель возглавил оба рейтинга Billboard 200 (где лидировал его альбом) и Hot 100 по итогам года, начиная с Адель в 2011 году (с альбомами 21 и «Rolling in the Deep» соответственно).
.
В июле 2023 года песня «Last Night» стала первой композицией, набравшей 1 млрд потоков по запросу (on-demand streams) в США за один год.
В июне 2023 года сингл установил рекорд австралийского чарта ARIA Charts (основанного в 1983 году) для американских кантри-музыкантов, пробыв 8 недель на первом месте. Прошлый рекорд в 7 недель на № 1 был установлен в 1992 году Billy Ray Cyrus с песней «Achy Breaky Heart».

## Чарты
| Чарт (2023)                            | Высшая позиция |
| -------------------------------------- | -------------- |
| Австралия (ARIA)                       | 1              |
| Австралия (Country Hot 50, The Music)  | 1              |
| Канада (Billboard Canadian Hot 100)    | 1              |
| Канада (Billboard CHR/Top 40)          | 30             |
| Канада (Billboard Country)             | 1              |
| Канада (Billboard Hot AC)              | 14             |
| Мир (Billboard Global 200)             | 5              |
| Ирландия (IRMA)                        | 7              |
| Новая Зеландия (Recorded Music NZ)     | 2              |
| Швеция (Heatseeker, Sverigetopplistan) | 2              |
| Великобритания (OCC UK Singles)        | 28             |
| США (Billboard Hot 100)                | 1              |
| США (Billboard Adult Contemporary)     | 13             |
| США (Billboard Adult Pop Airplay)      | 5              |
| США (Billboard Country Airplay)        | 1              |
| США (Billboard Hot Country Songs)      | 1              |
| США (Billboard Pop Airplay)            | 5              |

| Чарт (2023)                       | Позиция |
| --------------------------------- | ------- |
| Canada (Canadian Hot 100)         | 3       |
| Global 200 (Billboard)            | 10      |
| US Billboard Hot 100              | 1       |
| US Adult Contemporary (Billboard) | 27      |
| US Adult Top 40 (Billboard)       | 15      |
| US Country Airplay (Billboard)    | 1       |
| US Hot Country Songs (Billboard)  | 1       |
| US Mainstream Top 40 (Billboard)  | 17      |

## Сертификации
| Регион                                                                      | Сертификация  | Продажи   |
| --------------------------------------------------------------------------- | ------------- | --------- |
| Австралия (ARIA)                                                            | 6× Платиновый | 420 000   |
| Канада (Music Canada)                                                       | Платиновый    | 80 000    |
| Новая Зеландия (RMNZ)                                                       | 3× Платиновый | 90 000    |
| Великобритания (BPI)                                                        | Серебряный    | 200 000   |
| США (RIAA)                                                                  | 7× Платиновый | 7 000 000 |
| Данные о продажах + прослушиваниях приведены только на основе сертификации. |               |           |

### Комментарии
1. ↑  Песни, которые возглавляли оба хит-парада, и общий Billboard Hot 100 и жанровый Hot Country Songs:
•“Last Night”, Morgan Wallen, 2023 (4/12);
•“All Too Well (Taylor’s Version)”, Taylor Swift, 2021 (1 и 3 недели на № 1 в Hot 100 и Hot Country Songs, соответственно);
•“We Are Never Ever Getting Back Together”, Taylor Swift, 2012 (3/10);
•“Amazed”, Lonestar, 1999-2000 (2/8);
•“Islands in the Stream”, Kenny Rogers, duet with Dolly Parton, 1983 (2/2);
•“I Love a Rainy Night”, Eddie Rabbitt, 1981 (2/1);
•“9 to 5”, Dolly Parton, 1981 (2/1);
•“Lady”, Kenny Rogers, 1980 (6/1);
•“Southern Nights”, Glen Campbell, 1977 (1/2);
•“Convoy”, C.W. McCall, 1975—76 (1/6);
•“I’m Sorry”, John Denver, 1975 (1/1);
•“Rhinestone Cowboy”, Glen Campbell, 1975 (2/3);
•“Thank God I’m a Country Boy”, John Denver, 1975 (1/1);
•“Before the Next Teardrop Falls”, Freddy Fender, 1975 (1/2);
•“(Hey Won’t You Play) Another Somebody Done Somebody Wrong Song”, B.J. Thomas, 1975 (1/1);
•“The Most Beautiful Girl”, Charlie Rich, 1973 (2/3);
•“Honey”, Bobby Goldsboro, 1968 (5/3);
•“Big Bad John”, Jimmy Dean, 1961 (5/2);
•“El Paso”, Marty Robbins, 1959—60 (2/7);
•“The Battle of New Orleans”, Johnny Horton, 1959 (6/10)[13][14].
2. ↑  Одновременно не менее 10 недель оба чарта (Billboard 200 & Hot 100) возглавляли альбомы и синглы с них:

•13 недель (1978 год): саундтрек Saturday Night Fever и три песни с него, «Stayin’ Alive» (4; Bee Gees), «Night Fever» (8; Bee Gees), «If I Can’t Have You» (1; Ивонн Эллиман);

•12 (1992-93): саундтрек The Bodyguard и песня «I Will Always Love You» (Уитни Хьюстон); 

•10 (2023 год): Морган Уоллен, альбом One Thing at a Time и песня «Last Night»;

•10 (1983 год): Майкл Джексон, альбом Thriller и две песни с него «Billie Jean» (7), «Beat It» (3)[18]